# Jouy-lès-Reims
Jouy-lès-Reims ist eine französische Gemeinde mit 208 Einwohnern (Stand: 1. Januar 2022) im Département Marne in der Region Grand Est (vor 2016: Champagne-Ardenne). Sie gehört zum Arrondissement Reims und zum Kanton Fismes-Montagne de Reims.

## Geographie
Jouy-lès-Reims liegt etwa zehn Kilometer südwestlich von Reims. Umgeben wird Jouy-lès-Reims von den Nachbargemeinden Pargny-lès-Reims im Norden und Westen, Les Mesneux im Nordosten, Ville-Dommange im Süden und Osten sowie Bouilly im Süden und Südwesten.

## Bevölkerungsentwicklung
| Jahr                       | 1962 | 1968 | 1975 | 1982 | 1990 | 1999 | 2006 | 2018 |
| Einwohner                  | 172  | 168  | 161  | 166  | 171  | 176  | 185  | 224  |
| Quellen: Cassini und INSEE |      |      |      |      |      |      |      |      |

## Sehenswürdigkeiten

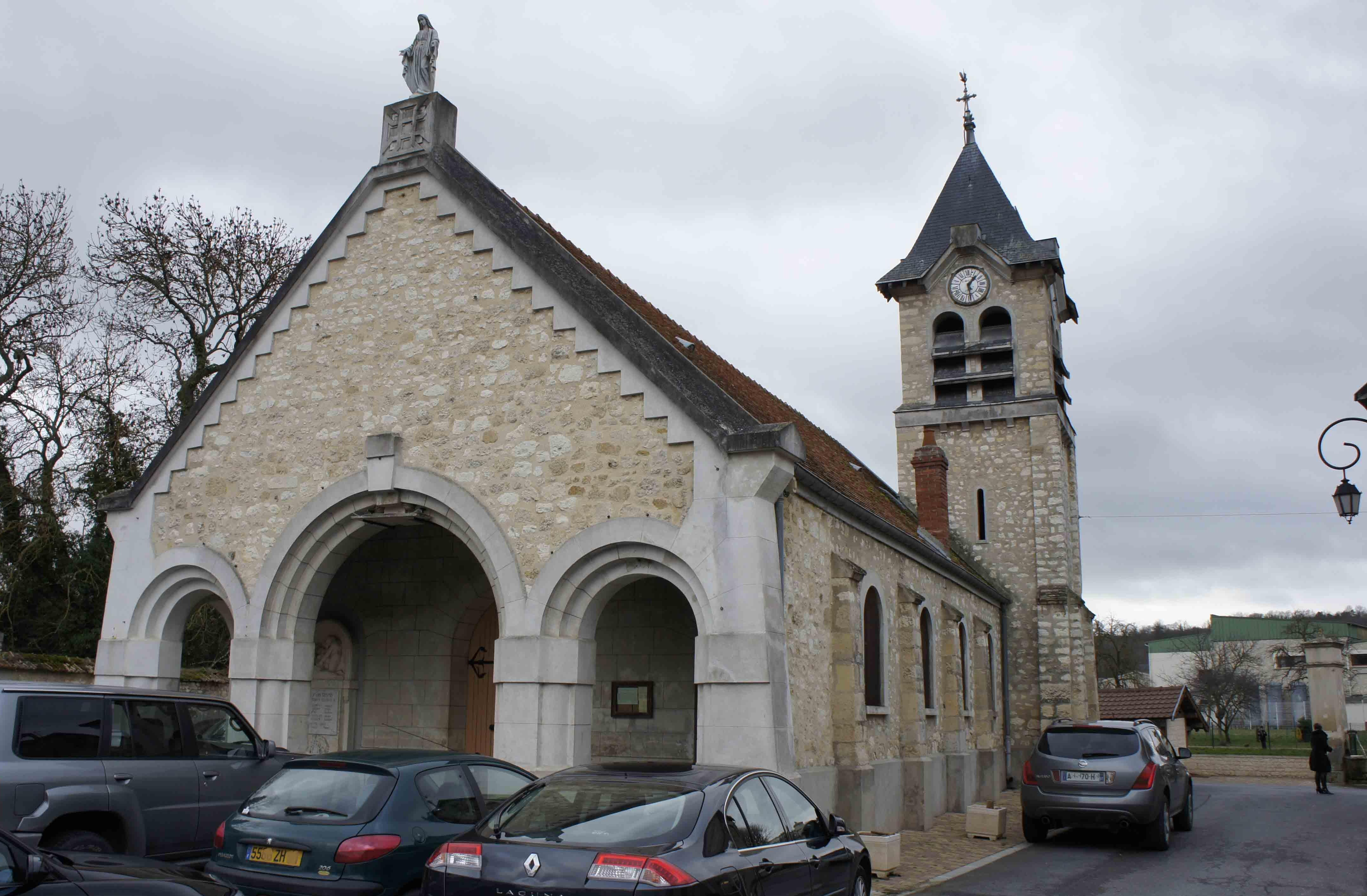
Kirche Notre-Dame

- Kirche Notre-Dame